# فریتس تسوئیکی
فریتس تسوئیکی (به آلمانی: Fritz Zwicky) (زادهٔ ۱۴ فوریه ۱۸۹۸ در وارنا، شاهزاده نشین بلغارستان – درگذشتهٔ ۸ فوریه ۱۹۷۴ در پاسادینا، کالیفرنیا، ایالات متحده آمریکا) یک اخترشناس سوئیسی بود. او بیشتر عمر خود را در در مؤسسه فناوری کالیفرنیا گذراند و در آنجا او توانست گسترش‌های فراوانی در اخترشناسی نظری و رصدی ایجاد کند.